# Resolució 2016 del Consell de Seguretat de les Nacions Unides
La Resolució 2016 del Consell de Seguretat de les Nacions Unides fou adoptada per unanimitat el 27 d'octubre de 2011. Reconeixent els "esdeveniments positius" a Líbia després de la Guerra Civil Líbia i la mort de Muammar el Gaddafi, la resolució va establir una data d'extinció per a les disposicions de Resolució 1973, que va permetre als Estats dur a terme "totes les mesures necessàries" per protegir els civils i que van constituir el fonament jurídic de la intervenció militar a Líbia per part d'alguns estats estrangers. La data de finalització es va establir a les 23:59, hora local líbia del 31 d'octubre de 2011. També es va aixecar la zona d'exclusió aèria creada amb la Resolució 1973 en aquesta data.
El secretari d'Afers Exteriors del Regne Unit, William Hague, va considerar la resolució "una fita cap a un futur pacífic i democràtic per a Líbia". L'ambaixadora dels Estats Units a les Nacions Unides, Susan Rice, va dir que la història consideraria que la intervenció era "un capítol orgullós de l'experiència del Consell de Seguretat". L'ambaixador de Rússia a l'ONU, Vitali Txurkin, va dir que "esperem que el consell de l'OTAN actuï en conseqüència amb aquesta decisió".